# 2002 PV170
2002 PV170, também escrito como 2002 PV170, é um objeto transnetuniano que está localizado no Cinturão de Kuiper, uma região do Sistema Solar. Este objeto é classificado como um cubewano. Ele possui uma magnitude absoluta de 6,3 e tem um diâmetro estimado com cerca de 242 km.

## Descoberta
2002 PV170 foi descoberto no dia 5 de agosto de 2002.

## Órbita
A órbita de 2002 PV170 tem uma excentricidade de 0,010 e possui um semieixo maior de 42,495 UA. O seu periélio leva o mesmo a uma distância de 42,050 UA em relação ao Sol e seu afélio a 42,941 UA.